# Saint-Sauveur, Gironde

Saint-Sauveur este o comună în departamentul Gironde din sud-vestul Franței. În 2009 avea o populație de 1.256 de locuitori.

## Evoluția populației
| An        | 1975 | 1982 | 1990  | 1999  | 2006  | 2009  |
| --------- | ---- | ---- | ----- | ----- | ----- | ----- |
| Populație | 792  | 924  | 1.137 | 1.189 | 1.237 | 1.256 |